# Skoki Mountain
Skoki Mountain är ett berg i Kanada.   Det ligger i provinsen Alberta, i den centrala delen av landet, 3 000 km väster om huvudstaden Ottawa. Toppen på Skoki Mountain är 2 707 meter över havet, eller 526 meter över den omgivande terrängen. Bredden vid basen är 2,3 km.
Terrängen runt Skoki Mountain är bergig åt nordost, men åt sydväst är den kuperad.Trakten runt Skoki Mountain är nära nog obefolkad, med mindre än två invånare per kvadratkilometer.. Närmaste större samhälle är Lake Louise, 14,2 km sydväst om Skoki Mountain. 
Trakten runt Skoki Mountain består i huvudsak av gräsmarker.